# Lythrum intermedium
Lythrum intermedium är en fackelblomsväxtart som beskrevs av Carl Friedrich von Ledebour och Luigi Aloysius Colla. Lythrum intermedium ingår i släktet fackelblomstersläktet, och familjen fackelblomsväxter. Inga underarter finns listade i Catalogue of Life.